# Хощево (Підляське воєводство)
Хощево (пол. Choszczewo) — село в Польщі, у гміні Пйонтниця Ломжинського повіту Підляського воєводства.
Населення — 15 осіб (2011).
У 1975-1998 роках село належало до Ломжинського воєводства.

## Демографія
Демографічна структура станом на 31 березня 2011 року:
|          | Загалом | Допрацездатний вік | Працездатний вік | Постпрацездатний вік |
| -------- | ------- | ------------------ | ---------------- | -------------------- |
| Чоловіки | 11      | 1                  | 9                | 1                    |
| Жінки    | 4       | 0                  | 1                | 3                    |
| Разом    | 15      | 1                  | 10               | 4                    |